# Приз имени Бориса Михайлова
Приз имени Бориса Михайлова — ежегодная награда, учреждённая Молодёжной хоккейной лигой, которая по окончании сезона вручается лучшему бомбардиру чемпионата МХЛ завершившегося сезона.
Награда названа в честь великого советского хоккеиста и тренера Бориса Петровича Михайлова, которому принадлежит рекорд по количеству заброшенных шайб и набранных очков в чемпионатах СССР.
Первым обладателем награды стал Айрат Зиазов, который в сезоне 2009/10 набрал 83 (38+45) очка в 52 проведённых матчах.

## Лауреаты
| Сезон   | Игрок              | Клуб              | Примечания                    |
| ------- | ------------------ | ----------------- | ----------------------------- |
| 2009/10 | Айрат Зиазов       | Реактор           | 83 (38+45) очка в 52 матчах   |
| 2010/11 | Кирилл Полозов     | Толпар            | 77 (32+45) очков в 53 матчах  |
| 2011/12 | Артём Гареев       | Толпар            | 82 (28+54) очка в 59 матчах   |
| 2012/13 | Дмитрий Михайлов   | Стальные Лисы     | 92 (32+60) очка в 54 матчах   |
| 2013/14 | Алексей Митрофанов | Толпар            | 92 (40+52) очка в 55 матчах   |
| 2014/15 | Иван Ларичев       | СКА-1946          | 66 (32+34) очков в 53 матчах  |
| 2015/16 | Рафаэль Бикмуллин  | Реактор           | 67 (34+33) очков в 44 матчах  |
| 2016/17 | Артём Манукян      | Омские Ястребы    | 105 (39+66) очков в 60 матчах |
| 2017/18 | Антон Рубан        | Кузнецкие Медведи | 80 (35+45) очков в 59 матчах  |
| 2018/19 | Антон Васильев     | МХК Динамо СПб    | 95 (41+54) очков в 57 матчах  |
| 2019/20 | Стас Петросян      | Алтай У-К         | 87 (30+57) очков в 51 матчах  |
| 2020/21 | Степан Никулин     | Локо              | 74 (33+41) очков в 59 матчах  |